# Justicia herpetacanthoides
Justicia herpetacanthoides är en akantusväxtart som beskrevs av Emery Clarence Leonard. Justicia herpetacanthoides ingår i släktet Justicia och familjen akantusväxter. Inga underarter finns listade i Catalogue of Life.